# Jonatan Johansson
Jonatan Johansson   (Estocolm, 16 d'agost de 1975) és un exfutbolista finlandès de la dècada de 2000.
Fou 106 cops internacional amb la selecció finlandesa.
Pel que fa a clubs, destacà a Rangers, Charlton Athletic i Hibernian.
Un cop retirat fou entrenador a Greenock Morton i Motherwell.